# Leo III. (Byzanz)

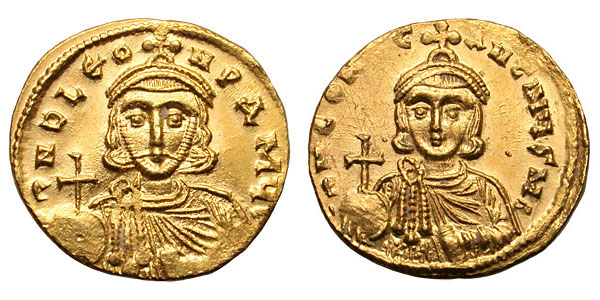
Solidus Leo III. und seines Sohnes und späteren Kaisers Konstantin V.

Leo III. (genannt mittelgriechisch Λέων Γʹ ὁ Ἰσαυρός Leon III. o Isavrós ‚Leon der Isaurier‘; * um 680 in Germanikeia; † 18. Juni 741) war von 717 bis 741 byzantinischer Kaiser. Er begründete die Syrische Dynastie, die auch oft (wenngleich fälschlich) als Isaurische Dynastie bezeichnet wird.

## Leben

### Aufstieg zum Kaiser
Leo, der um 680 in Germanikeia in der südostkleinasiatischen Landschaft Kommagene geboren worden war und angeblich ursprünglich Konon hieß, wurde noch als Kind mit seiner Familie umgesiedelt. Der Beiname „der Isaurier“ beruht wohl auf einem Fehler eines byzantinischen Chronisten. Leo war verheiratet mit einer gewissen Maria, mit der er vier Kinder hatte: den Sohn Konstantin und die Töchter Anna, Kosmo und Irene.
Leo erhielt eine militärische Ausbildung, diente unter Kaiser Justinian II. und wurde unter Anastasios II. möglicherweise Kommandant der Truppen im Thema Anatolikon. Nach einer anderen Quelle diente er als hoher Offizier (Spatharios) im Thema Anatolikon.
Am 25. März 717 wurde Leo gegen Theodosios III. und dessen Sohn zum Kaiser erhoben. In den Quellen variieren allerdings die entsprechenden Einzelheiten: Mal ist von einer Wahl durch die Soldaten die Rede, in anderen Quellen heißt es, Theodosios sei in der Hauptstadt als unfähig angesehen worden und mehrere Personen aus der Führungsschicht Konstantinopels hätten dann Leo zum neuen Kaiser gewählt. Jedenfalls wurde Theodosios abgesetzt und Leo bestieg den Thron, sah sich aber schon zu Beginn seiner Regierungszeit mit mehreren Problemen konfrontiert.
Leo wurde bei seiner Kaisererhebung von Artabasdos unterstützt, dem Strategos des Themas Armeniakon. Zum Dank erhielt Artabasdos den Titel Kuropalates und heiratete Leos Tochter Anna.

### Außenpolitik

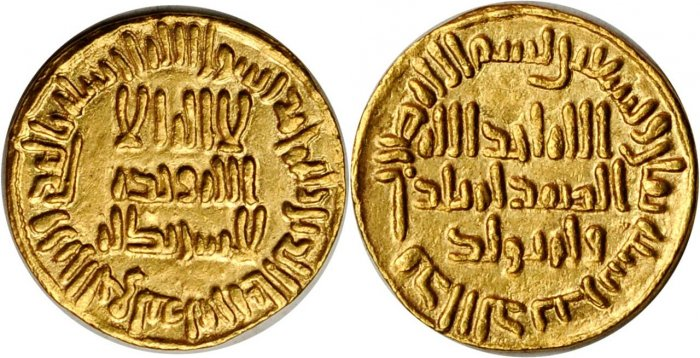
Dinar des Kalifen Sulaimān ibn ʿAbd al-Malik, des Gegenspielers Kaiser Leos III.

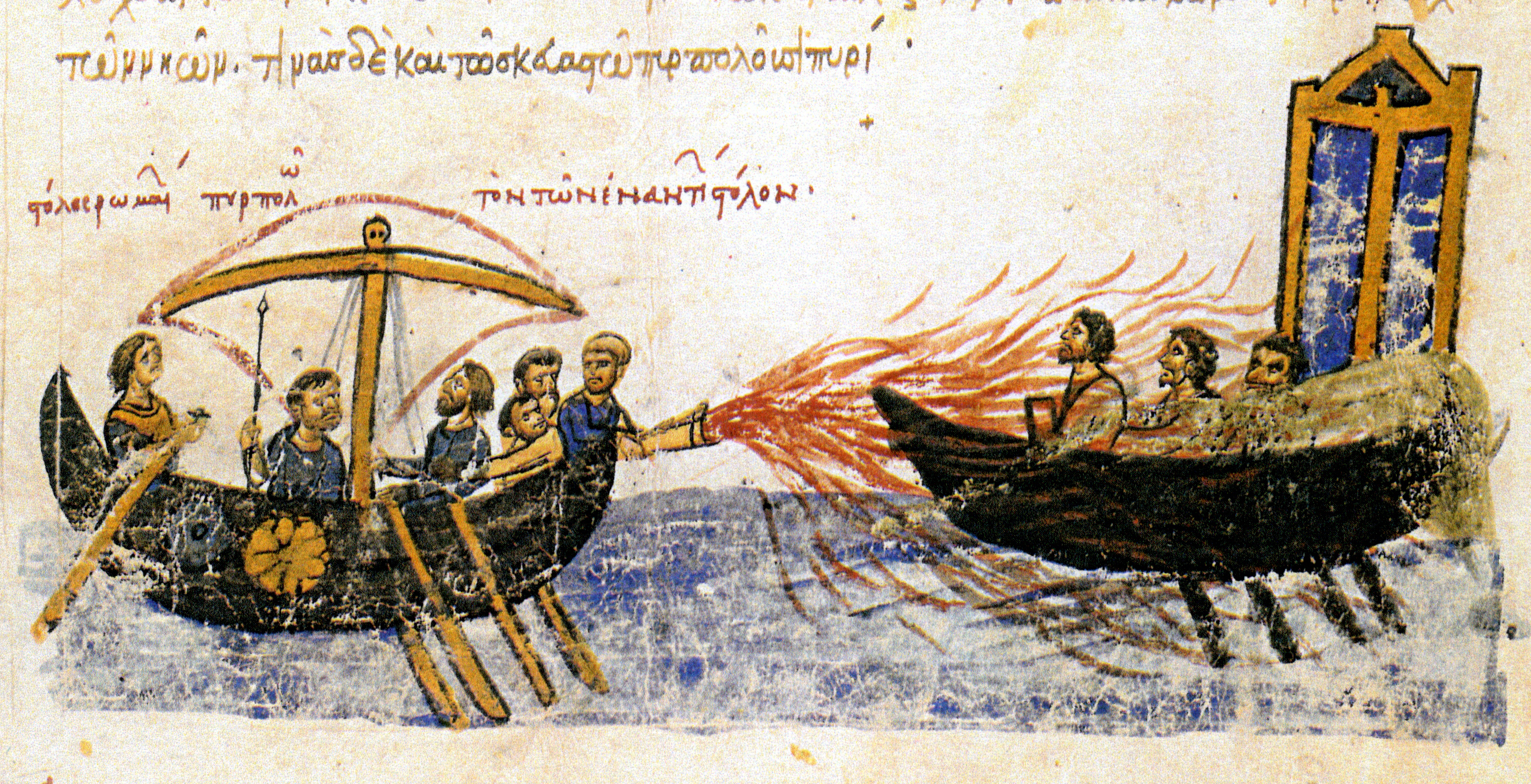
Kaiser Leo III. konnte mit Hilfe des Griechischen Feuers den Ansturm der arabischen Truppen auf Konstantinopel 717/18 stoppen.

Das erste Jahr der Herrschaft Leos III. 717 war durch den zweiten Angriff der Araber auf Konstantinopel geprägt – wobei inzwischen in der Forschung die angeblich erste Belagerung der Hauptstadt teils ganz in Frage gestellt wird. Der Umayyaden-Kalif Sulaimān ibn ʿAbd al-Malik entsandte jedenfalls 717 gegen das durch innere Wirren geschwächte Byzantinische Reich eine Streitmacht sowie eine große Flotte. Durch erbitterten Widerstand und glänzende Taktik, mit denen der neue Herrscher die Eindringlinge ermüdete, aber auch aufgrund eines harten Winters und eines Bulgareneinfalls, zogen sich die Araber 718 zurück. Ein bedeutender Vorteil der Byzantiner war der Gebrauch des griechischen Feuers, mit dem die byzantinische Flotte die arabische weitgehend in Schach halten konnte. Nachdem die Invasoren zurückgeschlagen waren, strukturierte Leo die Verwaltungsebene um. Er sicherte vor allem die Grenzen, indem er slawische Siedler in bevölkerungsarme Gebiete einquartierte und die Effizienz der Armee wiederherstellte. Dennoch stand das byzantinische Kleinasien auch nach der Abwehr der Araber 718 weiterhin stark unter Druck. Wiederholt gab es Einfälle arabischer Truppen, die weite Landstriche plünderten, sich aber jeweils zum Winter hin wieder zurückzogen. Im Jahr 740 gelang es Leo jedoch, die Araber bei Akroinon zu schlagen, was, verbunden mit einem Bürgerkrieg im Kalifat, Byzanz eine Atempause verschaffte.
Um 732 schloss Leo ein Bündnis mit den Chasaren, nachdem bereits 718 ein Bündnis mit den Bulgaren zustande gekommen war. 735/36 erfolgte eine Flottenexpedition gegen die Langobarden in Unteritalien.

### Innenpolitische Reformen und der Beginn des sogenannten Bilderstreits
Leos wichtigste innenpolitische Bestrebung war die Stärkung seiner Position im Reich, nachdem es 718, 727 und 729 zu Usurpationsversuchen gekommen war. In diesem Kontext ist auch die Krönung seines Sohnes Konstantin zum Mitkaiser zu sehen (720, also noch als Kleinkind). Über spezielle innenpolitische Maßnahmen Leos ist jedoch nur relativ wenig bekannt: Gesellschaftliche Reformen wie die Aufhebung der im Voraus zu zahlenden Steuern wurden von ihm auf den Weg gebracht. Der Kaiser unternahm eine Finanzreform, wobei die Steuerpflichtigen genauer erfasst wurden. Das antiquierte römische Familien- und Seerecht wurde reformiert. Trotz des klerikalen und adligen Widerstandes wurden 741 neue Gesetzestexte geschaffen (Ekloge; „Auswahl“).

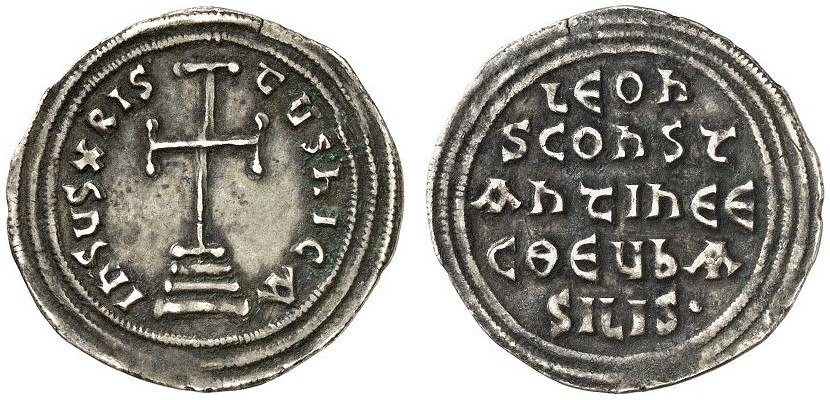
Unter Kaiser Leo III. wird das Miliaresion eingeführt, eine neue Silbermünze ohne figurale Darstellung. Es ist das byzantinische Gegenstück zum Dirham, der vom Kalifen Abd al-Malik 696 eingeführt wurde.

Die am meisten diskutierte Frage bezüglich der Regierungszeit Leos III. bezieht sich auf den sogenannten Bilderstreit (auch Ikonoklasmus – „Bilderzerstörung“). Nach einem scheinbar erfolgreichen Versuch, sämtliche Juden und Montanisten des Reiches 722 zu taufen, soll er mehrere Edikte gegen die Verehrung von Bildern erlassen haben, was aber heute wieder sehr umstritten ist. 726 (nach anderen Überlegungen 730) soll Leo jedenfalls nach einem Vulkanausbruch in der Ägäis eine Christus-Ikone vor dem Kaiserpalast entfernt haben, doch ist dieser Vorgang nur in tendenziösen Quellen belegt. Die Gründe für Leos Vorgehen (wenn es so stattgefunden hat) sind in der Forschung immer wieder debattiert worden. Manche sehen einen möglichen Grund in Leos syrischer Herkunft. Im Osten des Reiches, insbesondere unter den sich ausbreitenden Paulikianern in Armeniakon und Anatolikon, war die Bilderverehrung weit weniger verbreitet; man sah sie allgemein als eine Art Götzendienst an. Möglich seien auch Einflüsse aus dem islamischen Bereich gewesen, wo die Bilderverehrung allgemein abgelehnt wurde; allerdings wird dieses Argument heute eher abgelehnt, da die ikonoklastischen Kaiser überzeugte Christen waren und Bilddarstellungen durch Kreuzesdarstellungen ersetzten, die im islamischen Bereich geächtet waren. Der Patriarch Germanos I. von Konstantinopel wurde 730 zum Rücktritt gezwungen.
Es muss in diesem Zusammenhang betont werden, dass uns faktisch nur Quellen der Sieger, der Ikonodulen (der Bilderverehrer), zur Verfügung stehen. Damit ist das moderne Bild des Kaisers (und auch seiner Nachfolger) bereits von vornherein verzerrt. Die moderne Forschung hat daher viele Aussagen in den Quellen, was etwa die Härte des Vorgehens Leos betrifft, längst relativiert. So ist es sehr unwahrscheinlich, dass ein allgemeines Verbot ausgesprochen wurde; belastbare Belege dafür fehlen, zumal anscheinend noch 727 Ikonen in Konstantinopel offen gezeigt werden konnten. Ebenso scheint der Kaiser nicht nur im Osten des Reiches durchaus Unterstützung erhalten zu haben. Ernsthafte Opposition hatte Leo offenbar nicht zu fürchten. Ikonen scheinen auch nicht systematisch entfernt oder vernichtet worden zu sein.
In Italien kam es zu einer schweren Auseinandersetzung zwischen Leo III. auf der einen und den Päpsten Gregor II. und Gregor III. auf der anderen Seite, deren Hintergrund jedoch kaum die Bilderfrage war. Vielmehr ging es um den erhöhten Steuerdruck, den der Kaiser auf die westlichen Gebiete ausübte. Erst spätere Quellen, angefertigt von den Ikonodulen, spitzten die Auseinandersetzung allein auf die Bilderfrage zu. Dennoch kam es unzweifelhaft zu einer Entfremdung zwischen Ost und West, denn eine ab 1. November 731 abgehaltene Synode unter Gregor III. verurteilte die Ikonoklasten, was aber faktisch ohne Wirkung blieb; Leo reagierte darauf, indem er mehrere Bistümer in Süditalien der Jurisdiktion des Papstes entzog.
Zusammengefasst ist es mehr als fraglich, ob der Bilderstreit in der Zeit Leos wirklich diese katastrophalen innenpolitischen Folgen gehabt hat, wie es von der (bilderfreundlichen) Geschichtsschreibung (siehe Theophanes sowie Nikephoros) suggeriert wird. Jedenfalls gelang es Leo III., das Reich außenpolitisch zu stabilisieren und eine Dynastie zu begründen, die über 80 Jahre herrschen konnte.